# Copa Europea Femenina de la FIBA 2018-19
La Copa Europea Femenina de la FIBA 2018-19 fue la decimoséptima edición de la competición internacional de segundo nivel FIBA Europa para los clubes de baloncesto femenino.

## Equipos
Los equipos fueron confirmados por FIBA Europa el 29 de junio de 2018.
| Cuartos de final           | Cuartos de final           | Cuartos de final            | Cuartos de final               |
| -------------------------- | -------------------------- | --------------------------- | ------------------------------ |
| Nadezhda Oremburgo (EF FR) | Famila Schio (EF FR)       | Perfumerías Avenida (EF FR) | Flammes Carolo Basket (EF FR)  |
| Fase de grupos             |                            |                             |                                |
| Conferencia 1              | Conferencia 1              | Conferencia 2               | Conferencia 2                  |
| Enisey Krasnoyarsk (4º)    | Artego Bydgoszcz (1º)      | Basket Landes (4º)          | Valosun KP Brno (3rd)          |
| Spartak M.R. Vidnoje (5º)  | Wisła Can-Pack Kraków (2º) | Lyon Asvel Feminin (5º)     | Spar CityLift Girona (2º)      |
| PBC MBA Moscow (7º)        | Energa Toruń (4º)          | Tarbes GB (6º)              | MBK Ružomberok (3rd)           |
| Inventa Kursk (8º)         | AZS PWSZ Gorzów (7º)       | Lattes Montpellier (7º)     | BBC Sint-Katelijne-Waver (3rd) |
| Botaş SK (4º)              | A3 Basket (2º)             | KSC Szekszárd (1º)          | ºars Keltern (1º)              |
| Çukurova Basketbol (5º)    | Södertälje BBK (4º)        | Uni Győr (3rd)              | Clube Uniao Sportiva (1º)      |
| Beşiktaş (6º)              | ACS Sepsi SIC (1º)         | VBW CEKK Cegléd (5º)        | Elfic Fribourg Basket (1º)     |
| Mersin BŞB (7º)            | Beroe (2º)                 | Aluinvent DVTK Miskolc (6º) | ZKK Cinkarna Celje (1º)        |
| Galatasaray (8º)           | Tsmoki-Minsk (1º)          | Basketball Nymburk (2º)     | Reyer Venezia (2º)             |
| Fases previas              |                            |                             |                                |
| Conferencia 1              | Conferencia 1              | Conferencia 2               | Conferencia 2                  |
| Orman Gençlik (9º)         | Spartak Noginsk (11º)      | Nantes Rezé (8º)            | Lointek Gernika Bizkaia (5º)   |
| Basket 90 Gdynia (8º)      | Niki Lefkadas (5º)         | Basket Namur Capitale (4º)  | Liège Panthers (7º)            |

## Fases previas

### Conferencia 1
| Equipo 1      | Agr.    | Equipo 2         | Ida   | Vuelta |
| ------------- | ------- | ---------------- | ----- | ------ |
| Orman Gençlik | 141–134 | Basket 90 Gdynia | 67–52 | 74–82  |
| Niki Lefkadas | 128–125 | Spartak Noginsk  | 66–59 | 62–66  |

### Conferencia 2
| Equipo 1                | Agr.    | Equipo 2              | Ida   | Vuelta |
| ----------------------- | ------- | --------------------- | ----- | ------ |
| Lointek Gernika Bizkaia | 166–103 | Basket Namur Capitale | 92–50 | 74–53  |
| Liège Panthers          | 116–156 | Nantes Rezé           | 56–75 | 60–81  |

## Fase de grupos
El sorteo de la fase de grupos fue realizada el pasado 17 de octubre de 2018 en Munich, Alemania.

### Conferencia 1

#### Grupo A
| Pos. | Equipo                      | PJ | G | P | PF  | PC  | DP   | Pts | Clasificación               |  | GOR   | BYD   | SPA   | SOD    |
| ---- | --------------------------- | -- | - | - | --- | --- | ---- | --- | --------------------------- |  | ----- | ----- | ----- | ------ |
| 1    | InvestInTheWest ENEA Gorzow | 6  | 5 | 1 | 523 | 428 | +95  | 11  | Octavos de final            |  | —     | 81–78 | 88–76 | 113–57 |
| 2    | Artego Bydgoszcz            | 6  | 4 | 2 | 454 | 371 | +83  | 10  | 1º ronda de la eliminatoria |  | 92–74 | —     | 65–66 | 79–43  |
| 3    | Spartak M.R. Vidnoje        | 6  | 3 | 3 | 418 | 417 | +1   | 9   | 1º ronda de la eliminatoria |  | 68–83 | 44–55 | —     | 73–56  |
| 4    | Södertälje BBK              | 6  | 0 | 6 | 345 | 525 | −180 | 6   |                             |  | 57–84 | 63–85 | 70–91 | —      |

 Fuente: FIBA.com
Criterios de clasificación: 1) Puntos; 2) Enfrentamientos directos; 3) Puntos de diferencia directos; 4) Puntos de diferencia en el grupo; 5) Puntos anotados; 6) Suma de cocientes de puntos anotados y puntos permitidos en cada partido de la temporada regular.

#### Grupo B
| Pos. | Equipo         | PJ | G | P | PF  | PC  | DP   | Pts | Clasificación               |  | GAL   | TOR   | MBA   | LEF   |
| ---- | -------------- | -- | - | - | --- | --- | ---- | --- | --------------------------- |  | ----- | ----- | ----- | ----- |
| 1    | Galatasaray    | 6  | 5 | 1 | 409 | 364 | +45  | 11  | 1º ronda de la eliminatoria |  | —     | 56–50 | 59–45 | 81–61 |
| 2    | Energa Toruń   | 6  | 4 | 2 | 473 | 375 | +98  | 10  | 1º ronda de la eliminatoria |  | 77–55 | —     | 95–86 | 95–48 |
| 3    | PBC MBA Moscow | 6  | 3 | 3 | 459 | 440 | +19  | 9   | 1º ronda de la eliminatoria |  | 67–89 | 86–82 | —     | 93–59 |
| 4    | Niki Lefkadas  | 6  | 0 | 6 | 332 | 494 | −162 | 6   |                             |  | 64–69 | 44–74 | 56–82 | —     |

 Fuente: FIBA.com
Criterios de clasificación: 1) Puntos; 2) Enfrentamientos directos; 3) Puntos de diferencia directos; 4) Puntos de diferencia en el grupo; 5) Puntos anotados; 6) Suma de cocientes de puntos anotados y puntos permitidos en cada partido de la temporada regular.

#### Grupo C
| Pos. | Equipo                | PJ | G | P | PF  | PC  | DP  | Pts | Clasificación               |       | KRA    | BES   | MIN   | KUR   |
| ---- | --------------------- | -- | - | - | --- | --- | --- | --- | --------------------------- | ----- | ------ | ----- | ----- | ----- |
| 1    | Wisła Can-Pack Kraków | 6  | 5 | 1 | 439 | 387 | +52 | 11  | Octavos de final            |       | —      | 78–49 | 77–69 | 76–58 |
| 2    | Beşiktaş              | 6  | 3 | 3 | 447 | 415 | +32 | 9   | 1º ronda de la eliminatoria |       | 100–71 | —     | 63–68 | 94–64 |
| 3    | Tsmoki-Minsk          | 6  | 2 | 4 | 377 | 393 | −16 | 8   |                             |       | 56–61  | 66–74 | —     | 72–55 |
| 4    | Inventa Kursk         | 6  | 2 | 4 | 363 | 431 | −68 | 8   |                             | 55–76 | 68–67  | 63–46 | —     |       |

 Fuente: FIBA.com
Criterios de clasificación: 1) Puntos; 2) Enfrentamientos directos; 3) Puntos de diferencia directos; 4) Puntos de diferencia en el grupo; 5) Puntos anotados; 6) Suma de cocientes de puntos anotados y puntos permitidos en cada partido de la temporada regular.

#### Grupo D
| Pos. | Equipo             | PJ | G | P | PF  | PC  | DP  | Pts | Clasificación               |       | ENI   | ORM   | MER   | SEP   |
| ---- | ------------------ | -- | - | - | --- | --- | --- | --- | --------------------------- | ----- | ----- | ----- | ----- | ----- |
| 1    | Enisey Krasnoyarsk | 6  | 4 | 2 | 490 | 436 | +54 | 10  | 1º ronda de la eliminatoria |       | —     | 84–63 | 99–84 | 83–63 |
| 2    | Orman Gençlik      | 6  | 4 | 2 | 422 | 409 | +13 | 10  | 1º ronda de la eliminatoria |       | 82–74 | —     | 62–58 | 76–68 |
| 3    | Mersin BŞB         | 6  | 3 | 3 | 448 | 456 | −8  | 9   |                             |       | 90–77 | 75–70 | —     | 71–61 |
| 4    | ACS Sepsi SIC      | 6  | 1 | 5 | 383 | 442 | −59 | 7   |                             | 54–73 | 50–69 | 87–70 | —     |       |

 Fuente: FIBA.com
Criterios de clasificación: 1) Puntos; 2) Enfrentamientos directos; 3) Puntos de diferencia directos; 4) Puntos de diferencia en el grupo; 5) Puntos anotados; 6) Suma de cocientes de puntos anotados y puntos permitidos en cada partido de la temporada regular.

#### Grupo E
| Pos. | Equipo             | PJ | G | P | PF  | PC  | DP   | Pts | Clasificación               |       | CUK   | BOT   | BER   | UME   |
| ---- | ------------------ | -- | - | - | --- | --- | ---- | --- | --------------------------- | ----- | ----- | ----- | ----- | ----- |
| 1    | Çukurova Basketbol | 6  | 6 | 0 | 530 | 388 | +142 | 12  | Dieciséisavos de final      |       | —     | 84–63 | 89–68 | 84–58 |
| 2    | Botaş SK           | 6  | 4 | 2 | 485 | 431 | +54  | 10  | 1º ronda de la eliminatoria |       | 63–85 | —     | 90–79 | 89–67 |
| 3    | Beroe              | 6  | 2 | 4 | 425 | 513 | −88  | 8   |                             |       | 82–97 | 51–98 | —     | 68–67 |
| 4    | A3 Basket          | 6  | 0 | 6 | 383 | 491 | −108 | 6   |                             | 54–91 | 65–82 | 72–77 | —     |       |

 Fuente: FIBA.com
Criterios de clasificación: 1) Puntos; 2) Enfrentamientos directos; 3) Puntos de diferencia directos; 4) Puntos de diferencia en el grupo; 5) Puntos anotados; 6) Suma de cocientes de puntos anotados y puntos permitidos en cada partido de la temporada regular.

### Conferencia 2

#### Grupo F
| Pos. | Equipo                  | PJ | G | P | PF  | PC  | DP   | Pts | Clasificación               |       | GIR   | GER   | GYO   | SPO   |
| ---- | ----------------------- | -- | - | - | --- | --- | ---- | --- | --------------------------- | ----- | ----- | ----- | ----- | ----- |
| 1    | Spar CityLift Girona    | 6  | 6 | 0 | 459 | 340 | +119 | 12  | Dieciséisavos de final      |       | —     | 80–57 | 78–58 | 65–51 |
| 2    | Lointek Gernika Bizkaia | 6  | 3 | 3 | 393 | 424 | −31  | 9   | 1º ronda de la eliminatoria |       | 47–78 | —     | 79–67 | 84–66 |
| 3    | Uni Győr                | 6  | 2 | 4 | 399 | 429 | −30  | 8   |                             |       | 56–78 | 79–61 | —     | 78–67 |
| 4    | Clube Uniao Sportiva    | 6  | 1 | 5 | 372 | 433 | −61  | 7   |                             | 71–80 | 54–65 | 66–61 | —     |       |

 Fuente: FIBA.com
Criterios de clasificación: 1) Puntos; 2) Enfrentamientos directos; 3) Puntos de diferencia directos; 4) Puntos de diferencia en el grupo; 5) Puntos anotados; 6) Suma de cocientes de puntos anotados y puntos permitidos en cada partido de la temporada regular.

#### Grupo G
| Pos. | Equipo                 | PJ | G | P | PF  | PC  | DP  | Pts | Clasificación               |  | MIS   | VEN   | NAN   | BRN   |
| ---- | ---------------------- | -- | - | - | --- | --- | --- | --- | --------------------------- |  | ----- | ----- | ----- | ----- |
| 1    | Aluinvent DVTK Miskolc | 6  | 5 | 1 | 474 | 425 | +49 | 11  | Dieciséisavos de final      |  | —     | 63–61 | 79–56 | 77–59 |
| 2    | Reyer Venezia          | 6  | 3 | 3 | 438 | 380 | +58 | 9   | 1º ronda de la eliminatoria |  | 92–75 | —     | 88–60 | 76–53 |
| 3    | Nantes Rezé            | 6  | 3 | 3 | 443 | 463 | −20 | 9   | 1º ronda de la eliminatoria |  | 87–97 | 63–57 | —     | 93–84 |
| 4    | Valosun KP Brno        | 6  | 1 | 5 | 390 | 477 | −87 | 7   |                             |  | 70–83 | 66–64 | 58–84 | —     |

 Fuente: FIBA.com
Criterios de clasificación: 1) Puntos; 2) Enfrentamientos directos; 3) Puntos de diferencia directos; 4) Puntos de diferencia en el grupo; 5) Puntos anotados; 6) Suma de cocientes de puntos anotados y puntos permitidos en cada partido de la temporada regular.

#### Grupo H
| Pos. | Equipo             | PJ | G | P | PF  | PC  | DP  | Pts | Clasificación               |  | SZE   | RUZ   | NYM   | CEL   |
| ---- | ------------------ | -- | - | - | --- | --- | --- | --- | --------------------------- |  | ----- | ----- | ----- | ----- |
| 1    | KSC Szekszárd      | 6  | 5 | 1 | 454 | 375 | +79 | 11  | Dieciséisavos de final      |  | —     | 87–72 | 72–65 | 90–56 |
| 2    | MBK Ružomberok     | 6  | 3 | 3 | 435 | 430 | +5  | 9   | 1º ronda de la eliminatoria |  | 65–58 | —     | 84–76 | 77–68 |
| 3    | Basketball Nymburk | 6  | 3 | 3 | 409 | 427 | −18 | 9   | 1º ronda de la eliminatoria |  | 49–72 | 71–70 | —     | 65–61 |
| 4    | ZKK Cinkarna Celje | 6  | 1 | 5 | 391 | 457 | −66 | 7   |                             |  | 68–75 | 70–67 | 68–83 | —     |

 Fuente: FIBA.com
Criterios de clasificación: 1) Puntos; 2) Enfrentamientos directos; 3) Puntos de diferencia directos; 4) Puntos de diferencia en el grupo; 5) Puntos anotados; 6) Suma de cocientes de puntos anotados y puntos permitidos en cada partido de la temporada regular.

#### Grupo I
| Pos. | Equipo             | PJ | G | P | PF  | PC  | DP   | Pts | Clasificación               |       | LAT   | ASV   | KEL    | CEG   |
| ---- | ------------------ | -- | - | - | --- | --- | ---- | --- | --------------------------- | ----- | ----- | ----- | ------ | ----- |
| 1    | Lattes Montpellier | 6  | 6 | 0 | 512 | 345 | +167 | 12  | Dieciséisavos de final      |       | —     | 79–63 | 83–58  | 92–50 |
| 2    | Lyon Asvel Feminin | 6  | 4 | 2 | 484 | 413 | +71  | 10  | 1º ronda de la eliminatoria |       | 62–68 | —     | 109–63 | 76–62 |
| 3    | Stars Keltern      | 6  | 2 | 4 | 399 | 525 | −126 | 8   |                             |       | 46–94 | 68–79 | —      | 83–80 |
| 4    | VBW CEKK Cegléd    | 6  | 0 | 6 | 411 | 523 | −112 | 6   |                             | 66–96 | 73–95 | 80–81 | —      |       |

 Fuente: FIBA.com
Criterios de clasificación: 1) Puntos; 2) Enfrentamientos directos; 3) Puntos de diferencia directos; 4) Puntos de diferencia en el grupo; 5) Puntos anotados; 6) Suma de cocientes de puntos anotados y puntos permitidos en cada partido de la temporada regular.

#### Grupo J
| Pos. | Equipo                   | PJ | G | P | PF  | PC  | DP  | Pts | Clasificación               |       | TAR   | LAN   | SKW   | FRI   |
| ---- | ------------------------ | -- | - | - | --- | --- | --- | --- | --------------------------- | ----- | ----- | ----- | ----- | ----- |
| 1    | Tarbes GB                | 6  | 6 | 0 | 429 | 372 | +57 | 12  | Octavos de final            |       | —     | 71–69 | 75–58 | 68–55 |
| 2    | Basket Landes            | 6  | 3 | 3 | 453 | 408 | +45 | 9   | 1º ronda de la eliminatoria |       | 73–84 | —     | 80–48 | 73–59 |
| 3    | BBC Sint-Katelijne-Waver | 6  | 3 | 3 | 382 | 425 | −43 | 9   |                             |       | 51–61 | 76–73 | —     | 74–68 |
| 4    | Elfic Fribourg Basket    | 6  | 0 | 6 | 386 | 445 | −59 | 6   |                             | 66–70 | 70–85 | 68–75 | —     |       |

 Fuente: FIBA.com
Criterios de clasificación: 1) Puntos; 2) Enfrentamientos directos; 3) Puntos de diferencia directos; 4) Puntos de diferencia en el grupo; 5) Puntos anotados; 6) Suma de cocientes de puntos anotados y puntos permitidos en cada partido de la temporada regular.

### Clasificaciones de los terceros clasificados

#### Conferencia 1
| Pos. | Grp | Equipo               | PJ | G | P | GF  | GC  | DG  | Pts | Clasificación               |
| ---- | --- | -------------------- | -- | - | - | --- | --- | --- | --- | --------------------------- |
| 1    | B   | PBC MBA Moscow       | 6  | 3 | 3 | 459 | 440 | +19 | 9   | 1º ronda de la eliminatoria |
| 2    | A   | Spartak M.R. Vidnoje | 6  | 3 | 3 | 418 | 417 | +1  | 9   | 1º ronda de la eliminatoria |
| 3    | D   | Mersin BŞB           | 6  | 3 | 3 | 448 | 456 | −8  | 9   |                             |
| 4    | C   | Tsmoki-Minsk         | 6  | 2 | 4 | 377 | 393 | −16 | 8   |                             |
| 5    | E   | Beroe                | 6  | 2 | 4 | 425 | 513 | −88 | 8   |                             |

 Fuente: FIBA.com
Criterios de clasificación: 1) Puntos; 2) Diferencia de puntos; 3) Puntos anotados.

#### Conferencia 2
| Pos. | Grp | Equipo                   | PJ | G | P | GF  | GC  | DG   | Pts | Clasificación               |
| ---- | --- | ------------------------ | -- | - | - | --- | --- | ---- | --- | --------------------------- |
| 1    | H   | Basketball Nymburk       | 6  | 3 | 3 | 409 | 427 | −18  | 9   | 1º ronda de la eliminatoria |
| 2    | G   | Nantes Rezé              | 6  | 3 | 3 | 443 | 463 | −20  | 9   | 1º ronda de la eliminatoria |
| 3    | J   | BBC Sint-Katelijne-Waver | 6  | 3 | 3 | 382 | 425 | −43  | 9   |                             |
| 4    | F   | Uni Győr                 | 6  | 2 | 4 | 399 | 429 | −30  | 8   |                             |
| 5    | I   | Stars Keltern            | 6  | 2 | 4 | 399 | 525 | −126 | 8   |                             |

 Fuente: FIBA.com
Criterios de clasificación: 1) Puntos; 2) Diferencia de puntos; 3) Puntos anotados.

### Clasificación general de la Fase de grupos
| Pos. | Grp | Equipo                      | PJ | G | P | GF  | GC  | DG   | Pts | Clasificación               |
| ---- | --- | --------------------------- | -- | - | - | --- | --- | ---- | --- | --------------------------- |
| 1    | I   | Lattes Montpellier          | 6  | 6 | 0 | 512 | 345 | +167 | 12  | Dieciséisavos de final      |
| 2    | E   | Çukurova Basketbol          | 6  | 6 | 0 | 530 | 388 | +142 | 12  | Dieciséisavos de final      |
| 3    | F   | Spar CityLift Girona        | 6  | 6 | 0 | 459 | 340 | +119 | 12  | Dieciséisavos de final      |
| 4    | J   | Tarbes GB                   | 6  | 6 | 0 | 429 | 372 | +57  | 12  | Dieciséisavos de final      |
| 5    | A   | InvestInTheWest ENEA Gorzow | 6  | 5 | 1 | 523 | 428 | +95  | 11  | Dieciséisavos de final      |
| 6    | H   | KSC Szekszárd               | 6  | 5 | 1 | 454 | 375 | +79  | 11  | Dieciséisavos de final      |
| 7    | C   | Wisła Can-Pack Kraków       | 6  | 5 | 1 | 439 | 387 | +52  | 11  | Dieciséisavos de final      |
| 8    | G   | Aluinvent DVTK Miskolc      | 6  | 5 | 1 | 474 | 425 | +49  | 11  | Dieciséisavos de final      |
|      |     |                             |    |   |   |     |     |      |     |                             |
| 9    | B   | Galatasaray                 | 6  | 5 | 1 | 409 | 364 | +45  | 11  | 1º ronda de la eliminatoria |
| 10   | B   | Energa Toruń                | 6  | 4 | 2 | 473 | 375 | +98  | 10  | 1º ronda de la eliminatoria |
| 11   | A   | Artego Bydgoszcz            | 6  | 4 | 2 | 454 | 371 | +83  | 10  | 1º ronda de la eliminatoria |
| 12   | I   | Lyon Asvel Feminin          | 6  | 4 | 2 | 484 | 413 | +71  | 10  | 1º ronda de la eliminatoria |
| 13   | D   | Enisey Krasnoyarsk          | 6  | 4 | 2 | 490 | 436 | +54  | 10  | 1º ronda de la eliminatoria |
| 14   | E   | Botaş SK                    | 6  | 4 | 2 | 485 | 431 | +54  | 10  | 1º ronda de la eliminatoria |
| 15   | D   | Orman Gençlik               | 6  | 4 | 2 | 422 | 409 | +13  | 10  | 1º ronda de la eliminatoria |
| 16   | G   | Reyer Venezia               | 6  | 3 | 3 | 438 | 380 | +58  | 9   | 1º ronda de la eliminatoria |
| 17   | J   | Basket Landes               | 6  | 3 | 3 | 453 | 408 | +45  | 9   | 1º ronda de la eliminatoria |
| 18   | C   | Beşiktaş                    | 6  | 3 | 3 | 447 | 415 | +32  | 9   | 1º ronda de la eliminatoria |
| 19   | B   | PBC MBA Moscow              | 6  | 3 | 3 | 459 | 440 | +19  | 9   | 1º ronda de la eliminatoria |
| 20   | H   | MBK Ružomberok              | 6  | 3 | 3 | 435 | 430 | +5   | 9   | 1º ronda de la eliminatoria |
| 21   | A   | Spartak M.R. Vidnoje        | 6  | 3 | 3 | 418 | 417 | +1   | 9   | 1º ronda de la eliminatoria |
| 22   | H   | Basketball Nymburk          | 6  | 3 | 3 | 409 | 427 | −18  | 9   | 1º ronda de la eliminatoria |
| 23   | G   | Nantes Rezé                 | 6  | 3 | 3 | 443 | 463 | −20  | 9   | 1º ronda de la eliminatoria |
| 24   | F   | Lointek Gernika Bizkaia     | 6  | 3 | 3 | 393 | 424 | −31  | 9   | 1º ronda de la eliminatoria |

 Fuente: FIBA.com
Criterios de clasificación: 1) Puntos; 2) Diferencia de puntos; 3) Puntos anotados.

## Fase final

### 1º ronda de la eliminatoria
El sorteo de dicha fase se realizó el día 14 de diciembre, en la ciudad de Múnich. Los partidos se jugaron entre el 3 y el 10 de enero de 2019.
| Equipo 1                | Agr.    | Equipo 2           | Ida   | Vuelta |
| ----------------------- | ------- | ------------------ | ----- | ------ |
| Lointek Gernika Bizkaia | 142–145 | Galatasaray        | 84–69 | 58–76  |
| Basket Landes           | 126–155 | Reyer Venezia      | 68–77 | 58–78  |
| Nantes Rezé             | 163–160 | Energa Toruń       | 86–79 | 77–81  |
| Beşiktaş                | 142–139 | Orman Gençlik      | 83–59 | 59–80  |
| Basketball Nymburk      | 132–165 | Artego Bydgoszcz   | 66–72 | 66–93  |
| PBC MBA Moscow          | 137–135 | Botaş SK           | 77–76 | 60–59  |
| Spartak M.R. Vidnoje    | 104–165 | Lyon Asvel Féminin | 52–83 | 52–82  |
| MBK Ružomberok          | 152–148 | Enisey Krasnoyarsk | 80–74 | 72–74  |

### Dieciséisavos de final
El sorteo de dicha fase se realizó el día 10 de enero, en la ciudad de Múnich. Los partidos se jugaron entre el 23 y el 31 de enero de 2019.
| Equipo 1           | Agr.    | Equipo 2               | Ida   | Vuelta |
| ------------------ | ------- | ---------------------- | ----- | ------ |
| Galatasaray        | 146–141 | Aluinvent DVTK Miskolc | 77–76 | 69–65  |
| Reyer Venezia      | 143–147 | Lattes Montpellier     | 83–64 | 60–83  |
| Nantes Rezé        | 123–151 | Wisła Can-Pack Kraków  | 67–87 | 56–64  |
| Beşiktaş           | 145–156 | Çukurova Basketbol     | 65–73 | 80–83  |
| Artego Bydgoszcz   | 137–146 | KSC Szekszárd          | 77–60 | 60–86  |
| PBC MBA Moscow     | 134–142 | Spar CityLift Girona   | 71–69 | 63–73  |
| Lyon Asvel Féminin | 171–149 | Gorzów Wielkopolski    | 90–82 | 81–57  |
| MBK Ružomberok     | 116–127 | Tarbes GB              | 68–65 | 48–62  |

### Octavos de final
El sorteo de dicha fase se realizó el día 31 de enero, en la ciudad de Múnich. Los partidos se jugaron entre el 14 y el 21 de febrero de 2019.
| Equipo 1              | Agr.    | Equipo 2             | Ida   | Vuelta |
| --------------------- | ------- | -------------------- | ----- | ------ |
| Galatasaray           | 107–134 | Lattes Montpellier   | 50–64 | 57–70  |
| Wisła Can-Pack Kraków | 151–179 | Çukurova Basketbol   | 73–93 | 78–86  |
| KSC Szekszárd         | 152–153 | Spar CityLift Girona | 79–73 | 73–80  |
| Lyon Asvel Féminin    | 160–112 | Tarbes GB            | 95–68 | 65–44  |

### Cuartos de final
El sorteo de dicha fase se realizará el día 22 de febrero, en la ciudad de Múnich. En dicho sorteo, entran los cuatro equipos que clasifican a través de la Euroliga. Los partidos tendrán lugar entre el 7 y el 14 de marzo de 2019.
| Equipo 1              | Agr.    | Equipo 2             | Ida   | Vuelta |
| --------------------- | ------- | -------------------- | ----- | ------ |
| Flammes Carolo Basket | 133–158 | Lattes Montpellier   | 75–91 | 58–67  |
| Lyon Asvel Féminin    | 111-141 | Spar CityLift Girona | 57–80 | 54-61  |
| Nadezhda Oremburgo    | 128-115 | Perfumerías Avenida  | 58–50 | 70-65  |
| Famila Schio          | 156–152 | Çukurova Basketbol   | 75–79 | 81–73  |

## Semifinales
Participan los cuatro equipos vencedores de los cuartos de final.
| Equipo 1           | Agr.    | Equipo 2             | Ida   | Vuelta |
| ------------------ | ------- | -------------------- | ----- | ------ |
| Lattes Montpellier | 167-135 | Spar CityLift Girona | 69-66 | 98-69  |
| Nadezhda Oremburgo | 134-123 | Famila Schio         | 67-61 | 67-62  |

## Final
Participan los dos equipos vencedores de las semifinales.
| Equipo 1           | Agr.    | Equipo 2           | Ida   | Vuelta |
| ------------------ | ------- | ------------------ | ----- | ------ |
| Nadezhda Oremburgo | 146-132 | Lattes Montpellier | 71-75 | 71-57  |

| Campeonas de la Copa Europea Femenina de la FIBA 2018-19 |
| -------------------------------------------------------- |
| Nadezhda Oremburgo 1º título                             |